# Пекинская телебашня
Пекинская телебашня (кит. трад. 中央電視塔, упр. 中央电视塔, пиньинь zhōngyāng diànshìtǎ — «Центральная телевизионная башня»)  — телебашня, расположенная в столице Китая, Пекине. Высота — 405 м (без антенны — 386,5 м). Используется центральным телевидением Китая. Имеет смотровую площадку на высоте 238 метров, а также вращающийся ресторан, до которого можно добраться на высокоскоростном лифте. Является одной из самых высоких телебашен мира.
Была построена министерством радио и телевидения Китая.
Наиболее примечательны выкрашенные в золотой и голубой цвета шарообразные части башни, расположенные на высоте 221 и 238 метров, соответственно.
Время работы: 8:30-21:30
Цена билета: 90 юаней - для обычных посетителей, 45 юаней - для детей ростом от 1,2 до 1,4 метра.
Адрес в Пекине: 海淀区西三环中路11号 (Haidianqu Xisanhuanzhong lu, 11 hao)

## Галерея

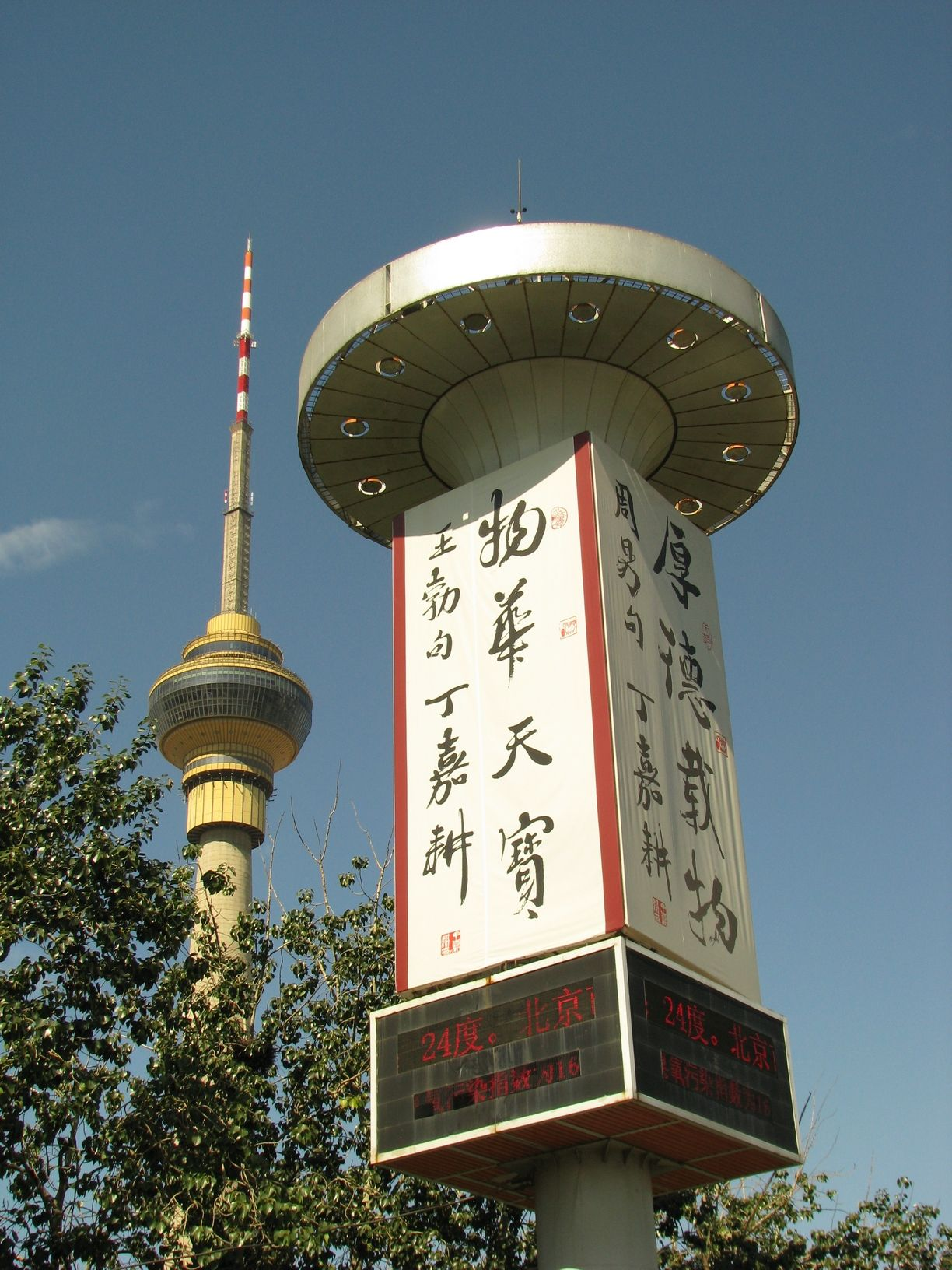
Башня на фоне тумбы Морриса
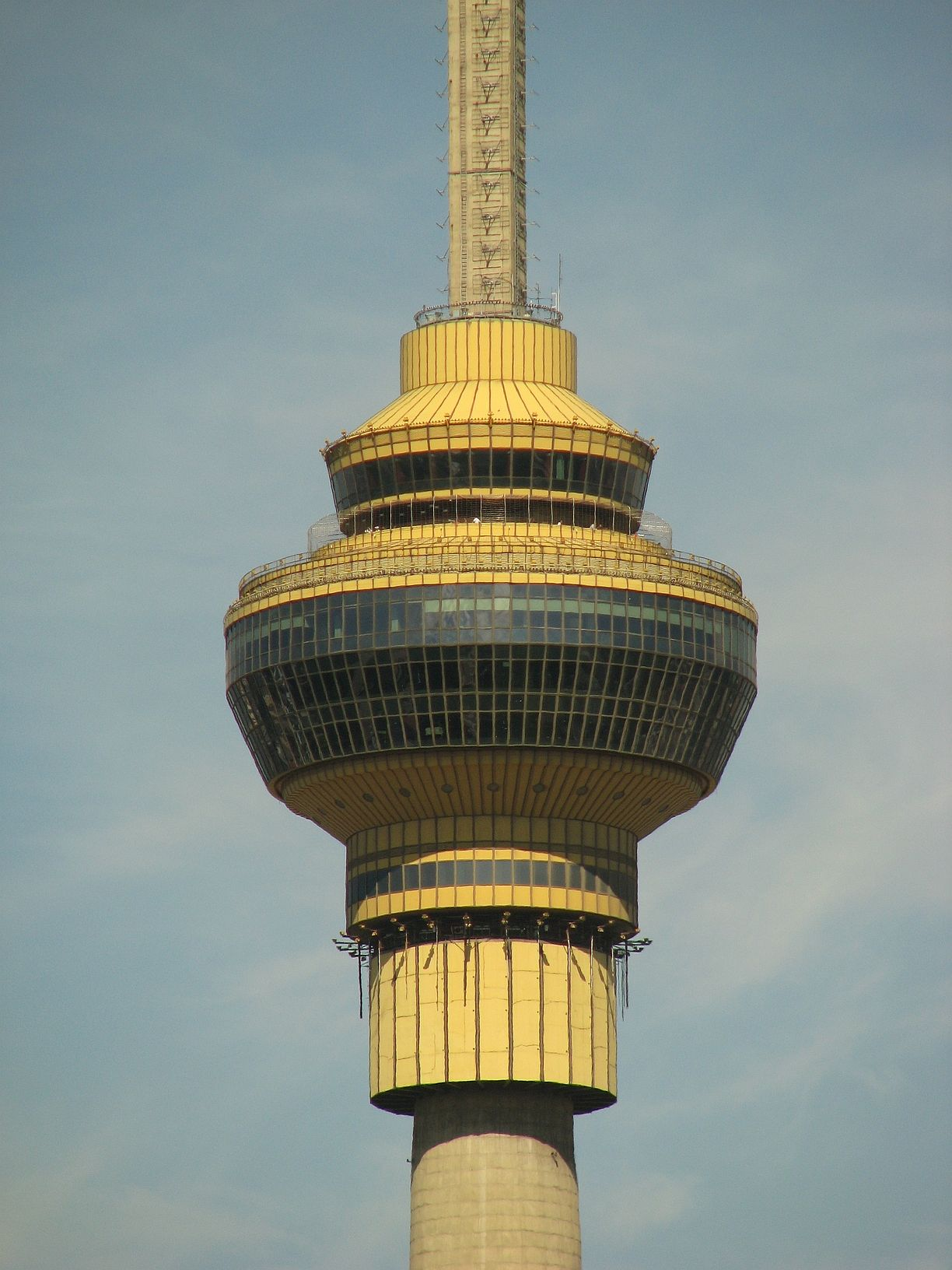
Шарообразная часть башни
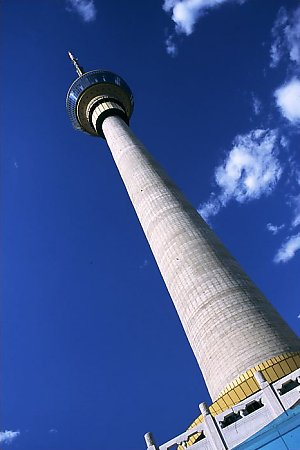
Вид снизу на башню
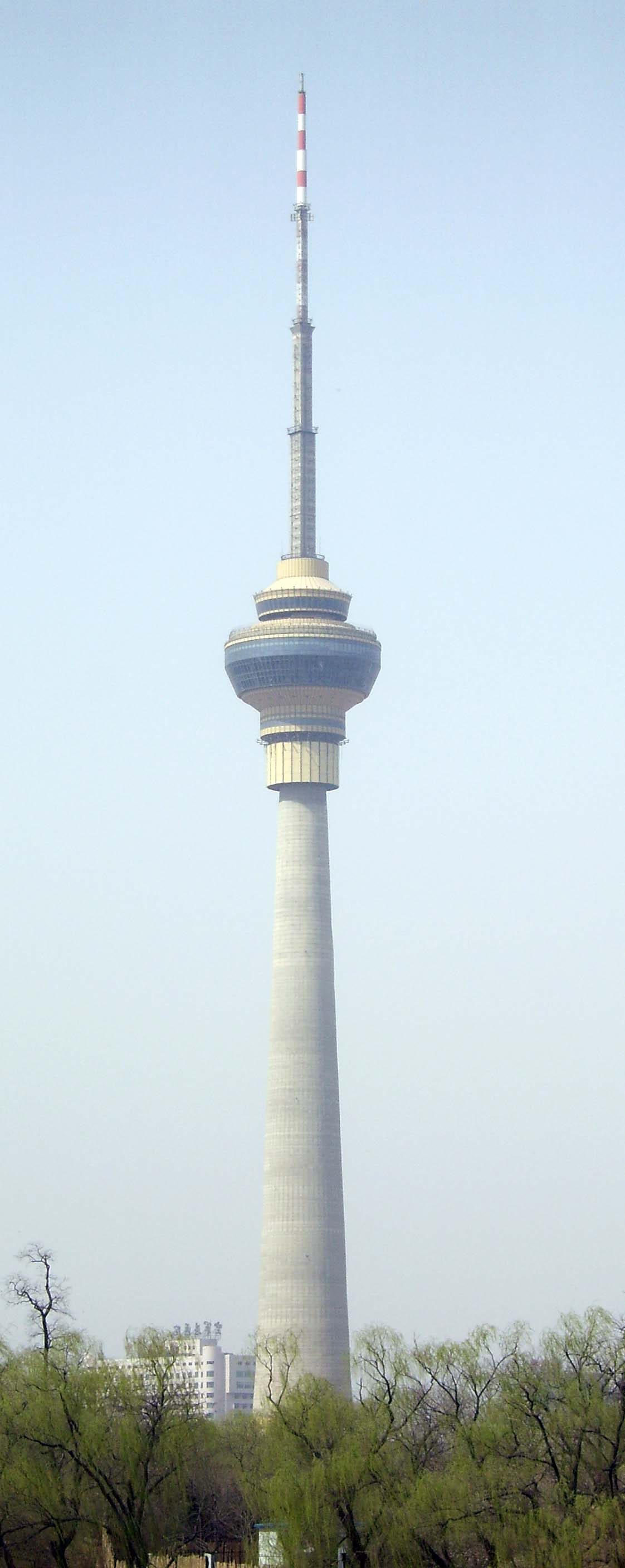
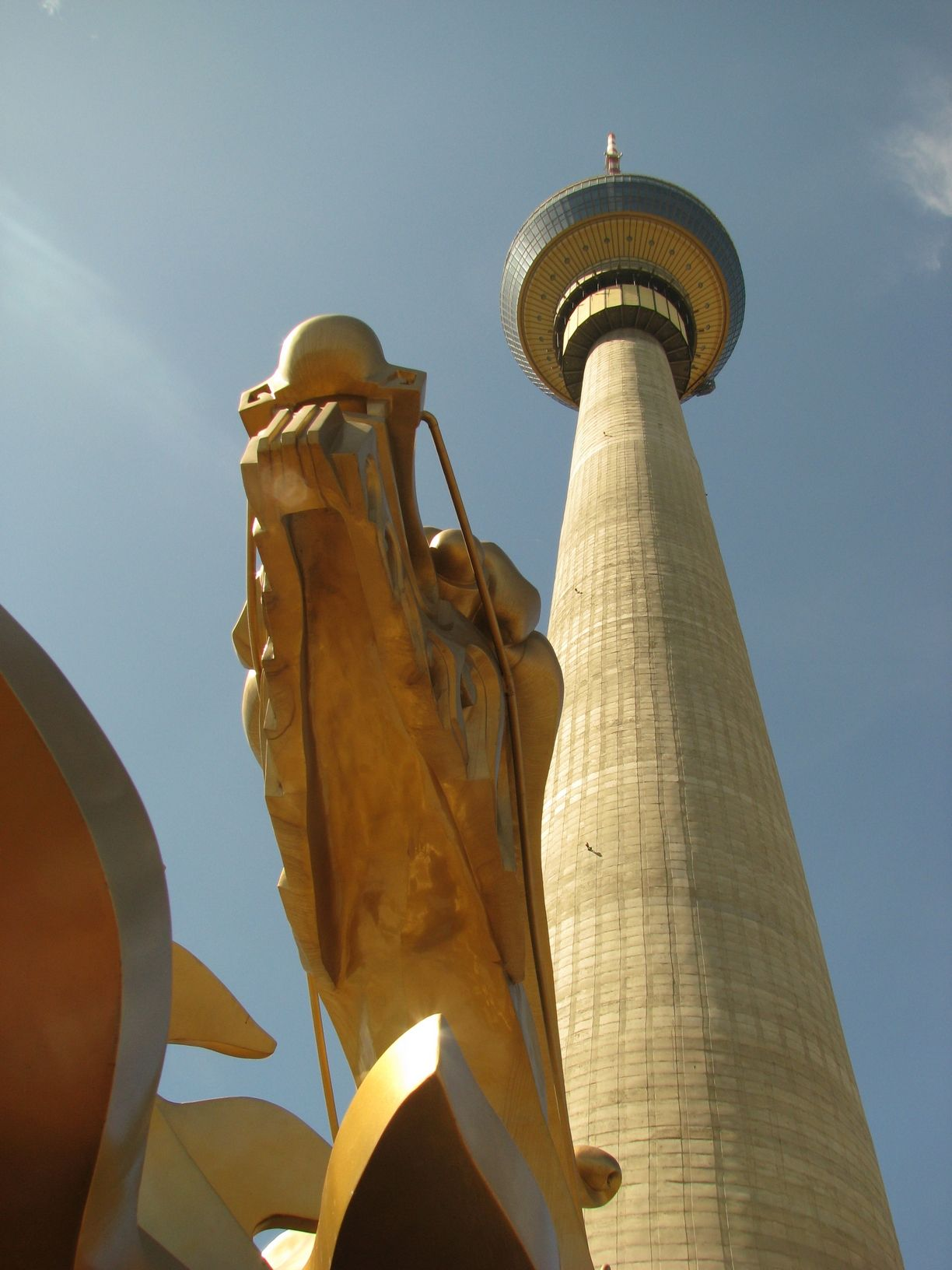